# アルケリア
アルケリア (学名:Archeria) はペルム紀前期の北米に生息していた迷歯亜綱炭竜目に属する水生の絶滅両生類。学名は発見地のテキサス州アーチャー郡にちなむ。エンボロメリ亜目中もっとも遅くまで生き延びた属である。

## 特徴

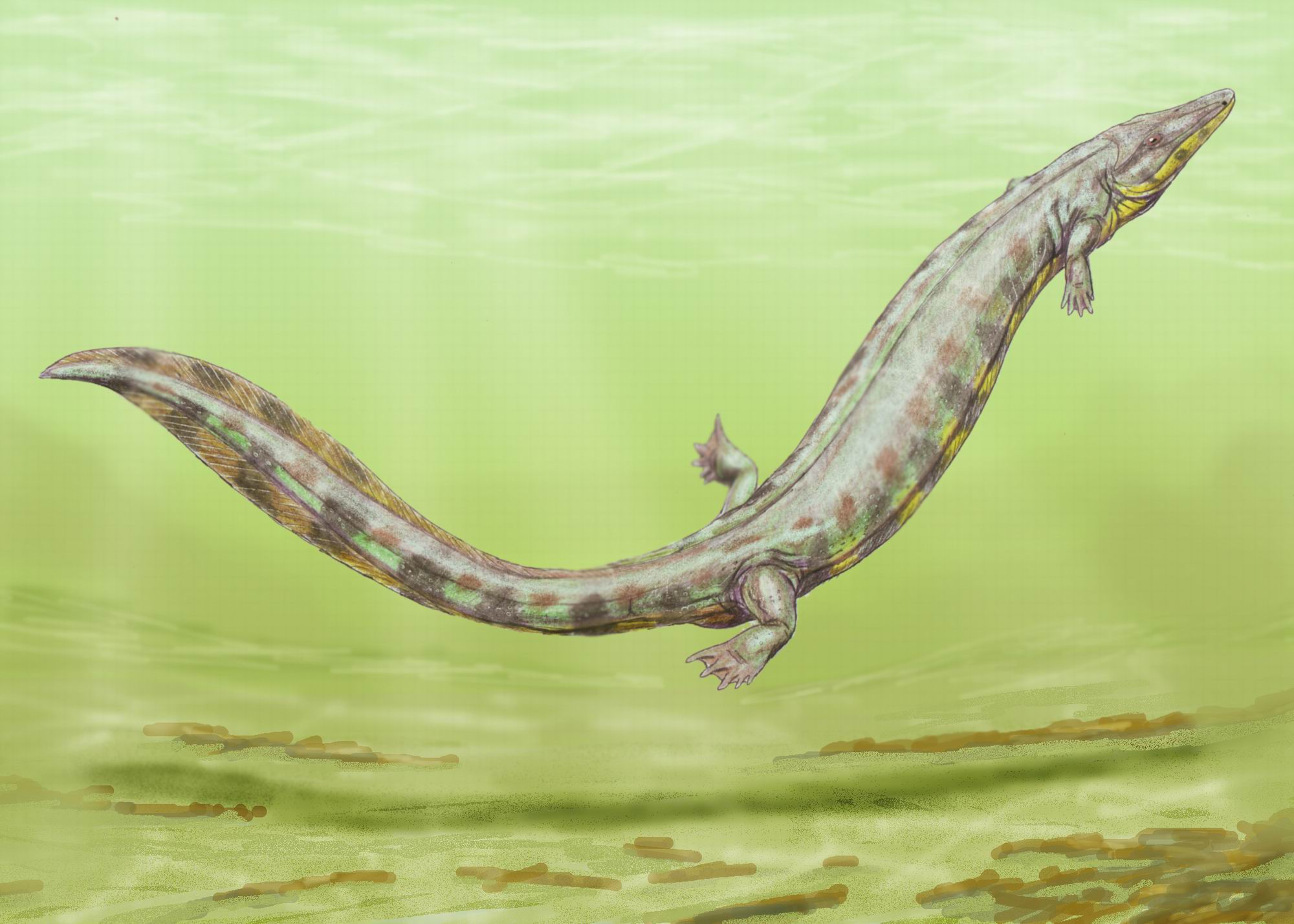
Archeria crassidisca

エンボロメリ亜目に属する動物によくあるウナギに四肢をつけたような外見を持つ。
細長い胴体と、鰭状になった非常に長い尾、陸上では役に立たない小さな四肢、発達した側線を有し、完全に水生であったらしい。四肢は前肢より後肢の方が大きかった。クラッシギリヌスと同様の特徴だが別に近縁というわけではない。
頭部は細長く多数の細かい歯を備えた明らかに魚食動物の特徴を持つ。
頭長20-35センチメートル、全長2メートル程度。